# Comuna Polohî, Ohtîrka
Polohî (în ucraineană Пологи) este o comună în raionul Ohtîrka, regiunea Sumî, Ucraina, formată din satele Korabelske, Manciîci și Polohî (reședința).

## Demografie
Componența lingvistică a comunei Polohî
     Ucraineană (94,68%)
     Rusă (4,59%)
     Alte limbi (0,31%)
Conform recensământului din 2001, majoritatea populației comunei Polohî era vorbitoare de ucraineană (94,68%), existând în minoritate și vorbitori de rusă (4,59%).